# Megahip
El megahip (Megahippus) és un gènere d'èquids fòssils de la subfamília Anchitheriinae. Com tots els membres d'aquesta subfamília, són més primitius que els cavalls actuals. Els fòssils de Megahippus apareixen als Estats Units, des de Montana fins a Florida. Sembla que s'alimentaven bàsicament de fulles.